# Гринюс, Казис
Ка́зис Гри́нюс (лит. Kazys Grinius) (Казимир Гриневич) (17 декабря 1866, деревня Сялямос Буда (по другим данным — Сяляма) Саснавской волости Мариямпольского уезда, Сувалкская губерния — 4 июня 1950, Чикаго, США) — литовский политик, общественный деятель, гуманист, один из первых литовских демократов, звонарь, врач, педагог, активист общественного здравоохранения, публицист, книгоноша.
Председатель комитета Учредительного сейма, разрабо́тавшего Конституцию Литвы, член Учредительного, Первого, Второго и Третьего Сейма. Шестой премьер-министр Литвы с 19 ноября 1920 года по 18 января 1922 года, первый премьер-министр, возглавляющий парламентское правительство Литвы. Третий Президент Литовской республики с 7 июня по 17 декабря 1926. Последний демократически избранный президент межвоенной Литвы. Один из основателей и лидеров Демократической партии и Литовского народного союза крестьян.
После смерти был награждён Крестом Спасения погибающих за спасение жителей Литвы еврейского происхождения во время Холокоста, а в 2016 году получил звание Праведника народов мира.

## Биография

### Ранние годы

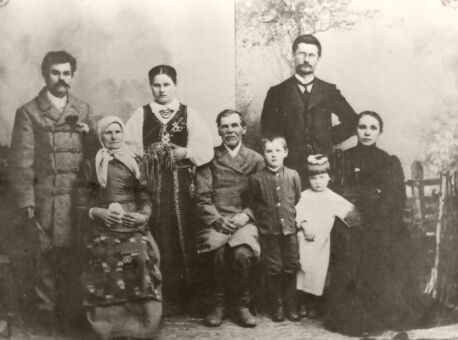
Семья Гринюсов. В первом ряду слева сидят: мать Она Васюлите (1839—1919), отец Винцас Гринюс (1837—1915), жена Казиса Гринюса Йоана, а также стоят дети К. Гринюса Казис и Гражина. Во втором ряду слева: Йонас Гринюс, Она Гринюте и Казис Гринюс. Фотография 1908 года

Казис Гринюс родился в многодетной крестьянской семье третьим ребёнком из 11 (7 мальчиков, 4 девочки; два брата и две сестры Казиса рано умерли). Семья Гринюсов переехали в Сувалкскую губернию ещё во времена реформ Сигизмунда Августа Валашского (1560), предки Гринюса — дворяне. Отец Винцас Гринюс (1837—1915) — крестьянин, лишённый своих земель (около 30 гектаров), а также племянник писателя и одного из участников Польского восстания 1863 года Миколаюса Акелайтиса, владел польским и русским языками, переписал медицинскую книгу в переводе с польского, имел небольшую библиотеку молитвенников, имел польские календари, также увлекался чтением книг Мотеюса Валанчюса. Мать Она Васюлите (1839—1919) — крестьянка, умела разговаривать только по-литовски, набожная католическая христианинка. Брат Йонас Гринюс (1877—1954) — литовский ювелир, общественный деятель, книгоноша. Сестра Она Гринюте — общественный деятель, книгоноша, её сын, племянник Гринюса Витаутас Бачявичюс Вигандас — бывший офицер Вооруженных сил Литвы.

### Школьные годы (1876—1887)
Учила Гринюса читать его мать, а считать и писать — отец. Осенью 1876 года 9-летний Гринюс поступил в русскую начальную школу Ошкине в Лимаркай, Мариямполе, а через 3 месяца поступил в другую школу в Линмаркай. Окончил Мариямпольскую гимназию (1887). Во время учёбы в гимназии принимал участие в распространении газеты «Аушра», участвовал в выпуске рукописных газет.

### Обучение на медицинском факультете
Учился на медицинском факультете Московского университета (1887—1893). Во время учёбы в университете был арестован за участие в студенческих беспорядках (1889 год). Участвовал в национально-освободительном движении, состоял в нелегальном землячестве литовских студентов, с 1888 года писал для литовских газет и журналов «Летувишкас балсас» („Lietuviškas balsas“), «Швеса» („Šviesa“), печатавшихся в Пруссии. В 1888 году участвовал в первом съезде литовских демократов, на котором обсуждались, в частности, планы издания журнала «Варпас». Писал для этого журнала и его приложения «Укининкас», редактировал «Варпас». Ещё до окончания учёбы в университете осенью 1892 года работал в Минске в пункте по борьбе с холерой. Девять месяцев 1893 года проработал судовым врачом в Каспийском пароходстве.

### Работа
С 1894 года занимался врачебной практикой в Мариямполе, позднее в Вирбалисе, затем в Науместисе, в 1898—1903 годах — в Пильвишкяй, позднее опять в Мариямполе. В 1905 году и в 1908—1910 годах жил в Вильне, в 1906 году — в Мариямполе. В 1905 году участвовал как делегат Сувалкской губернии в съезде литовских общественных деятелей в Вильне. Неоднократно (1903, 1905, 1906, 1910) подвергался тюремному заключению за участие в литовской общественной и культурной деятельности.
В период Первой мировой войны Гринюс находился в эвакуации в Кисловодске, где в период Гражданской войны в 1918 году погибли его жена Йоана и дочь Гражина. В 1917 году в Воронеже был избран в Совет литовцев России. В 1917—1919 годах главный врач туберкулёзной больницы Кисловодска. В 1919 году в Париже участвовал в деятельности делегации временного правительства Литвы на Мирной конференции. Стал председателем Комиссии по репатриации; занимаясь вопросами возвращения литовцев на родину из немецкого плена, оказал помощь примерно тысяче соотечественников.
В конце 1919 года вернулся в Литву, где был избран депутатом Временного Сейма от партии ляудининков (Литовский народно-крестьянский союз). Избирался в Учредительный, I, II и III Сеймы, в 1920—1922 годах был премьер-министром Литвы, подписав на этом посту мирный договор с РСФСР.
В 1922 году стал заведующим отделом медицины и санитарии Каунасского самоуправления.

## Президент Литвы

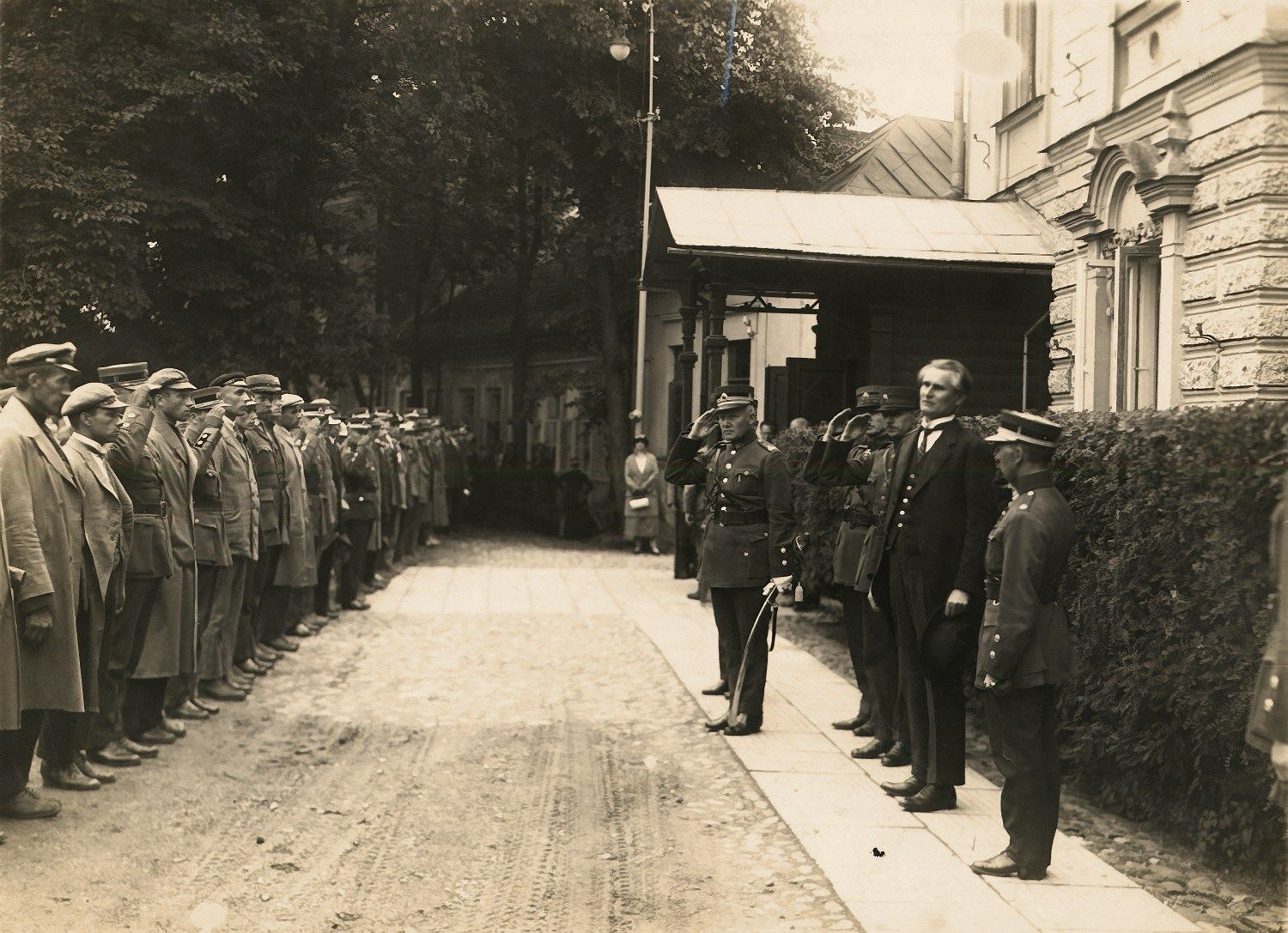
Казис Гринюс перед президентским дворцом в Каунасе

7 июня 1926 года III Сейм избрал Гринюса президентом Литвы, но уже через полгода (17 декабря) он был свергнут в результате переворота, организованного Антанасом Сметоной. После отставки с поста президента работал в медицинских и благотворительных организациях.
В период нацистской оккупации Литвы подписал в 1942 году протест против уничтожения евреев и был выслан на год в деревню Ажуолу Буда. Летом 1944 года уехал в Германию, в 1947 году переехал в США, где был почётным президентом ЛНКС.
Автор трудов по ботанике, медицине, истории. Переводил с польского и других языков художественную и научно-популярную литературу. Выпустил два тома воспоминаний.
В октябре 1994 года его останки были перенесены в Литву и перезахоронены в его родной деревне.

## Награды
- Крест Спасения погибающих (20.09.1993, посмертно)[6]

## Память
В 1922 году и в 1996 году были выпущены почтовые марки Литвы, посвящённая Казису Гринюсу. В связи с 60-летием Литовский университет в декабре 1926 года присвоил Гринюсу звание доктора honoris causa. Имя Гринюса носит мост на шоссе Шилуте—Русне, прогимназия в Каунасе и гимназия в Казлу Руде.
16 февраля 1996 года в Каунасе был открыт памятник Гринюсу.

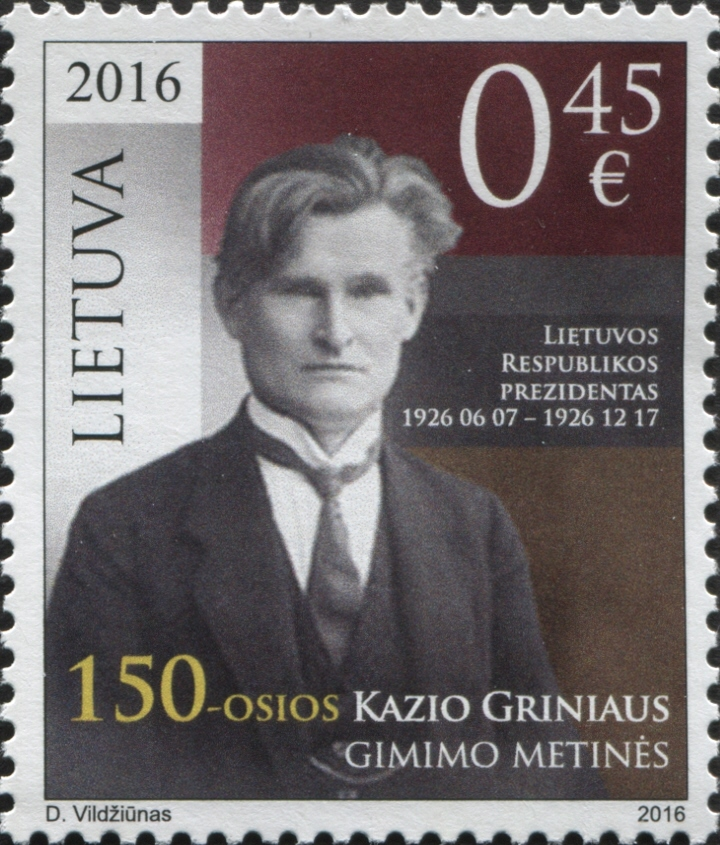
150 лет со дня рождения Казиса Гринюса, Почта Литвы (2016)

В 2016 году Почта Литвы выпустила почтовую марку приуроченную к 150-летию со дня рождения Казиса Гринюса.